# William Parker, al IV-lea baron Monteagle
William Parker, al XIII-lea baron Morley, al IV-lea baron Monteagle (n. 1575 – d. iulie 1622) a fost un peer englez, cel mai cunoscut pentru rolul său în descoperirea complotului prafului de pușcă. În 1605, Parker urma să participe la deschiderea Parlamentului⁠(d). El era membru al Camerei Lorzilor în virtutea titlului de Lord Monteagle⁠(d), moștenit din partea mamei. El a primit o scrisoare: se pare că cineva, probabil un amic catolic, se temea că el avea să moară. Așa-numita scrisoare Monteagle s-a păstrat în Arhivele Naționale⁠(d) (SP 14/216/2), dar originea ei rămâne misterioasă. 